# Esquistossomose medular
A esquistossomose medular é considerada uma das formas mais graves de esquistossomose, apesar de existirem seis espécies de Schistosoma que podem causar a esquistossomose ao homem (S. hematobium, S. intercalatum, S. japonicum, S. malayensis, S. mansoni e S. mekongi), as que mais frequentemente estão envolvidas como causa de esquistossomose medular  são as S. hematobium (que não existe nas Américas) e a S. mansoni (única encontrada no continente americano). 

## Quadro clínico
O quadro clínico inicial mais comum da esquistossomose medular é de dor e queimação na região lombar com irradiação para as pernas. Durante a evolução o paciente pode apresentar perda no controle da urina e das fezes e diminuição na força muscular e até paralisia nas pernas. Esta forma de esquistossomose pode ocorrer em pacientes que vivem em área de transmissão ou em pacientes que eventualmente se expõe a lagoas contaminadas com S. mansoni. O turismo rural e de aventura tem sido definido como um fator de risco para esta forma da doença. 
O início do quadro clínico pode variar muito desde semanas até anos após o contato inicial com a lagoa, isto acaba dificultando muito o diagnóstico.

## Diagnóstico
O diagnóstico é feito através de exame de ressonância magnética da medula espinhal que demonstra a lesão inflamatória que que se desenvolve ao redor do ovo do Schistosoma. Além de ressonância magnética exame é necessário fazer exame de fezes, exame de líquor e exame de sangue (sorologia para esquistossomose e outros). O objetivo destes exames é confirmar o diagnóstico de esquistossomose e excluir o diagnóstico de outras doenças parecidas que possam confundir.

## Tratamento
O tratamento da esquistossomose medular é feito com medicamentos para matar o parasita (Schistosoma) e com medicamentos para diminuir a inflamação (corticoesteróides).

## Consequências (ouprognóstico)
O paciente que tem esquistossomose medular se tratado cedo e de maneira adequada pode recuperar totalmente, se houver atraso no diagnóstico e no tratamento pode até morrer ou ficar paraplégico de forma permanente.